# Liang Tingduo
Liang Tingduo (梁廷铎S, Liáng TíngduóP; Nantong, febbraio 1930) è un regista cinese.
È stato uno dei registi di riferimento dell'industria cinematografica di Shanghai e ha iniziato la propria carriera negli anni cinquanta. Ha inoltre diretto numerose produzioni televisive per la televisione nazionale.